# Hyper Crush
Hyper Crush – amerykańska grupa muzyczna tworząca muzykę łączącą gatunki electro i hip-hop. Została założona w 2006 roku w Los Angeles w Kalifornii. W skład grupy wchodzą raper Donny Fontaine, wokalistka Holly Valentine i DJ Preston Moronie. Wydali trzy albumy studyjne. W 2009 roku koncertowali po Europie wraz z Lady Gagą. Większość utworów które Hyper Crush zremiksowało, są dostępne do ściągnięcia za darmo na oficjalnej stronie na SoundCloud.

## Dyskografia
Albumy studyjne
- The Arcade (2008)
- Night Wave (2012)
- Vertigo (2013)

Single
- "The Arcade" (2008)
- "Robo Tech" (2009)
- "Sex and Drugs" (Benny Benassi Remix) (2009)
- "Keep Up" (2009)
- "Ayo" (2010)
- "Kick Us Out" (2010)
- "Fingers Up" (2011)
- "MBCCD" (2011)
- "Rockstar" (2011)
- "Flip the Switch" (2011)
- "Maniac" (2011)
- "Werk Me" (2011)
- "Visions of Coleco" (2013)
- "Rage" (2013)

Gościnnie
- Filip Filipi - "Too High" (feat. Hyper Crush, Christian Rich & Slush Puppy Kids) (z albumu Design and Origin of Stars) (2010)
- Disco Fries - "Heartbeat" (feat. Jeremy Carr & Hyper Crush) (2012)

Remiksy
- LMFAO - "La La La" (feat. Hyper Crush) (2009)
- La Roux - "Bulletproof" (feat. Hyper Crush) (2010)
- Drake - "Over" (feat. Hyper Crush) (2010)
- Kevin Rudolf - "I Made It" (feat. Hyper Crush) (2010)
- Katy Perry - "California Gurls" (feat. Hyper Crush) (2010)
- Usher - "DJ Got Us Fallin’ in Love" (feat. Pitbull & Hyper Crush) (2010)
- Hyper Crush - "Kick Us Out" (feat. Hyper Crush) (2010)
- Enrique Iglesias - "Tonight (I'm Fuckin' You)" (feat. Hyper Crush & Sky Blu) (2010)
- She Wants Revenge - "Must Be the One" (feat. Hyper Crush) (2011)
- Gotye - "Somebody That I Used to Know" (feat. Kimbra) (2012)
- Icona Pop - "I Love It" (feat. Hyper Crush) (2013)